# Mario Acqua
Mario Acqua, conte di Osimo (Roma, 25 aprile 1899 – Sanremo, 13 agosto 1955), è stato un medico e chirurgo italiano.

## Biografia
Figlio del conte Camillo Acqua e di Teresa Faustini, il professore Mario Acqua fu uno dei maggiori benemeriti nella lotta contro la poliomielite, autore di molti scritti proprio nel campo di questa malattia. Egli curò numerosissimi casi di poliomielite con il "metodo Acqua".
Alcuni dei malati guariti con questo metodo furono: Yvette Pappas, paralizzata alla gamba destra, successivamente guarita; Pierre Felix, paralizzato fin dall'età di tre anni al braccio, successivamente guarito; Manuel Patou, colpito da paralisi ad entrambe le gambe, guarito dopo la ventesima iniezione praticata dal prof. Acqua.
Autore di uno dei più famosi volumi, riguardanti la paralisi infantile, intitolato La poliomielite anteriore acuta e la vaccinazione infradermica con antigeni di natura batterica.
Fu direttore di istituti di medicina a Roma, Milano, Parma, Ancona, Montecarlo e Montpellier.

## Onorificenze
Cameriere Segreto di Spada e Cappa di S.S. Pio XII.
 Cavaliere dell'Ordine dei Santi Maurizio e Lazzaro.
 Cavaliere dell'Ordine della Corona d'Italia.
Commendatore dell'Ordine di Santa Maria della Mercede.